# Liste der Kastelle des Donau-Iller-Rhein-Limes

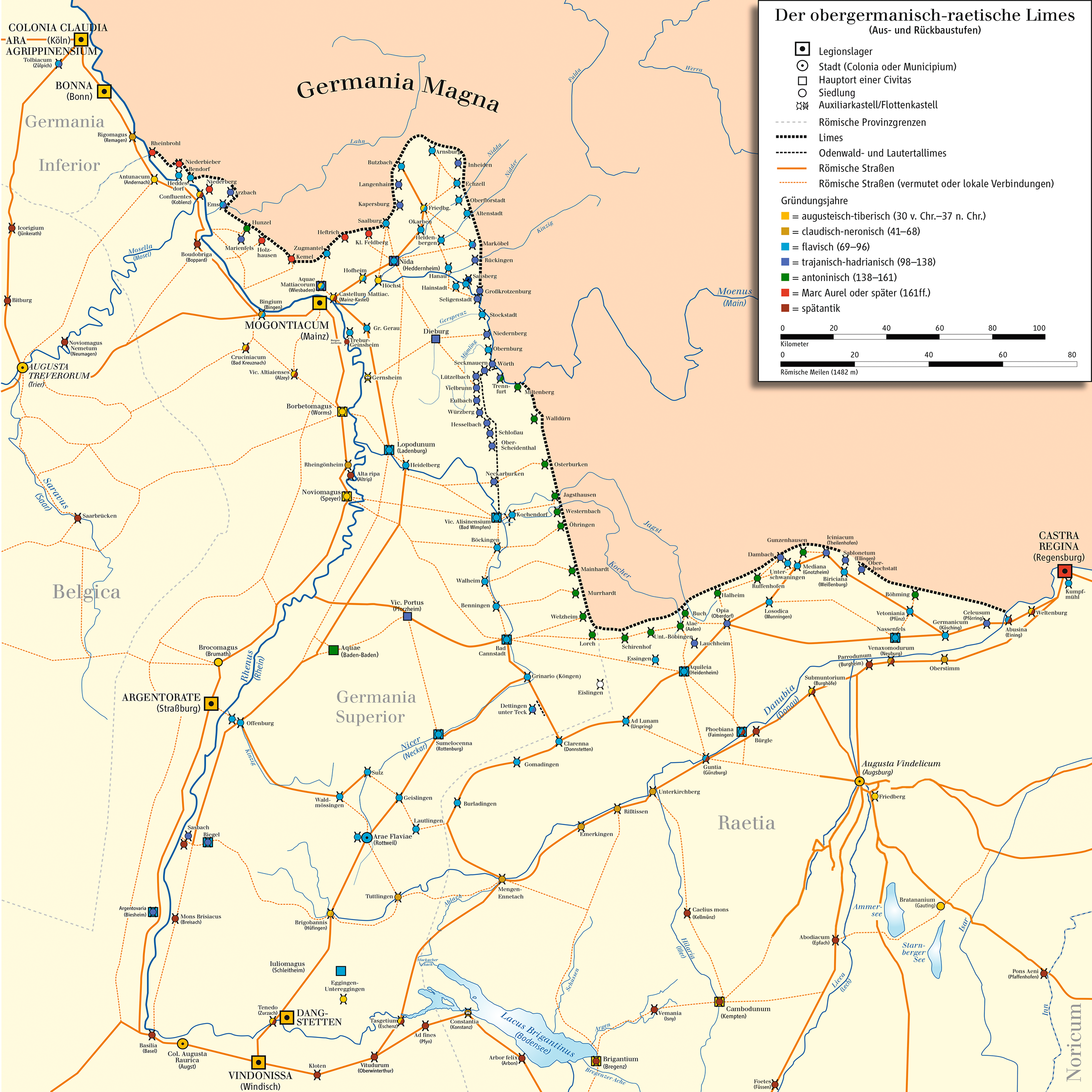
Kastelle am Obergermanisch-Rätischen und Donau-Iller-Rhein-Limes

Die Liste der Kastelle des Donau-Iller-Rhein-Limes umfasst neben den spätrömischen Militärlagern an der Reichsgrenze und den Straßenverbindungen im Hinterland auch die bisher bekannten Burgi/Wachtürme, die der Kontrolle und Verteidigung der römischen Provinzen
- Germania I,
- Maxima Sequanorum,
- Raetia I und
- Raetia II

auf dem Gebiet des heutigen Deutschland, Frankreich, Schweiz, Liechtenstein und Österreich dienten.
Die Aufzählung erfolgt von Nord nach Süd bzw. West nach Ost entlang der Flüsse Rhein (inkl. Bodensee), Iller und Donau.
Streckenführung bzw. Abschnittsaufteilung orientiert sich an den spätantiken Provinzgrenzen.
- Germania prima (Strecke 1) beginnt bei Neumagen (Deutschland) und endet bei Benfeld-Ehl (Frankreich).
- Maxima Sequanorum (Strecke 2) beginnt bei Sasbach-Jechtingen (Deutschland) und endet bei Irgenhausen (Schweiz).
- Raetia prima (Strecke 3) beginnt bei Konstanz (Deutschland) und endet bei Schaan (Liechtenstein).
- Raetia secunda (Strecke 4) beginnt bei Isny (Deutschland) und endet bei Regensburg (Deutschland).[1]

## Kastelle und Burgi

### Germania I(Frankreich/Deutschland)
| Kastell                                         | Nächstgelegener Ort |
| Kastell Neumagen                                | Neumagen            |
| Kastell Mayen                                   | Mayen               |
| Kastell Bad Kreuznach (Cruciniacum, rückwärtig) | Bad Kreuznach       |
| Burgus Kreuznach                                |                     |
| Kastell Andernach (Antonaco)                    | Andernach           |
| Burgus Neuwied-Engers (Ländeburgus)             | Neuwied             |
| Kastell Remagen                                 | Remagen             |
| Burgus Niederlahnstein                          | Lahnstein           |
| Kastell Koblenz (Confluentibus)                 | Koblenz             |
| Kastell Boppard (Bodobrica)                     | Boppard             |
| Kastell Oberwesel                               | Oberwesel           |
| Kastell Bingen (Bingio)                         | Bingen am Rhein     |
| Kastell Wiesbaden (Brückenkopf)                 | Wiesbaden           |
| Burgus Wiesbaden-Biebrich                       |                     |
| Legionslager Mainz (Mogontiacum)                | Mainz               |
| Kastell Worms (Vangiones)                       | Worms               |
| Kastell Alzey (Altineum, rückwärtig)            | Alzey               |
| Burgus Zullestein (Ländeburgus)                 | Zullestein          |
| Burgus Eisenberg                                | Eisenberg (Pfalz)   |
| Burgus Bad Dürkheim-Ungstein                    | Bad Dürkheim        |
| Burgus Ladenburg (Ländeburgus)                  | Ladenburg           |
| Kastell Altrip (Alta ripa)                      | Altrip              |
| Burgus Altrip (Inselburgus)                     |                     |
| Burgus Mannheim-Neckarau (Ländeburgus)          | Mannheim            |
| Kastell Speyer (Nemetae)                        | Speyer              |
| Kastell Germersheim (Vico Iulio)                | Germersheim         |
| Kastell Godramstein                             | Godramstein         |
| Kastell Rheinzabern (Tabernis)                  | Rheinzabern         |
| Kastell Seltz (Saletione)                       | Seltz               |
| Kastell Brumath (Brocomagus)                    | Brumath             |
| Kastell Saverne (Tres Tabernae)                 | Saverne             |
| Argentoratum                                    | Straßburg           |
| Kastell Benfeld-Ehl (Helvetium, rückwärtig)     | Benfeld             |

### Maxima Sequanorum(Frankreich/Deutschland/Schweiz)
| Kastell                                        | Nächstgelegener Ort      |
| Kastell Sasbach-Jechtingen (Burg Sponeck)      | Sasbach am Kaiserstuhl   |
| Kastell Breisach (Mons Brisiacus)              | Breisach                 |
| Kastell Oedenburg-Bisheim (Argentovaria)       | Biesheim                 |
| Kastell Horbourg (rückwärtig)                  | Horbourg-Wihr            |
| Kastell Mandeure (Epomanduodurum, rückwärtig)  | Mandeure                 |
| Kastell Illzach (Uruncis, rückwärtig)          | Illzach                  |
| Kastell Kembs (Cambes)                         | Kembs                    |
| Burgus Kembs (Brückenkopf)                     |                          |
| Kastell Basel-Münsterhügel (Basilia)           | Basel                    |
| Burgus Basel-Kleinbasel (Brückenkopf)          |                          |
| Burgus Sternenfeld                             | Sternenfeld              |
| Burgus Au-Hard                                 | Au-Hard                  |
| Kastell Kaiseraugst (Castrum Rauracense)       | Kaiseraugst              |
| Burgus Grenzach-Wyhlen (Brückenkopf)           | Grenzach                 |
| Burgus Burgstell (Inselburgus)                 |                          |
| Burgus Pferrichgraben                          | Rheinfelden              |
| Burgus Heimenholz                              | Rheinfelden              |
| Burgus Riburg                                  | Riburg                   |
| Wachturm Möhlin-Fahrgraben                     | Möhlin                   |
| Burgus Untere Wehren                           | Möhlin                   |
| Burgus Stelli                                  | Wallbach-In der Stelli   |
| Burgus Unter der Halde                         | Wallbach-Unter der Halde |
| Burgus Wallbach                                | Haus Businger            |
| Burgus Wittnauer Horn                          | Wittnau                  |
| Kleinkastell Mumpf                             | Mumpf                    |
| Burgus Stein                                   |                          |
| Burgus Säckingen                               | Säckingen                |
| Burgus Salmenwaage                             |                          |
| Burgus Sisslen                                 | Sisslen                  |
| Burgus Kaisterbach                             | Kaisterbach              |
| Burgus Laufenburg-Schloßberg                   | Laufenburg AG            |
| Burgus Rheinsulz                               | Rheinsulz                |
| Burgus Sandrüti                                |                          |
| Burgus Hauensteiner Fähre                      |                          |
| Burgus Rote Waag                               |                          |
| Burgus Unteres Bürgli                          | Schwaderloch             |
| Burgus Oberes Bürgli                           | Schwaderloch             |
| Burgus Bernau                                  | Bernau                   |
| Burgus Jüppe                                   | Jüppe                    |
| Burgus Im Sand-Felsenau                        |                          |
| Burgus Frittelhölzli                           |                          |
| Burgus Rütenen                                 | Rütenen                  |
| Burgus Kleiner Laufen (Summa Rapida)           | Koblenz AG               |
| Kleinkastell Frick-Kirchhügel (Ferraricia)     | Frick                    |
| Brückenkopfkastelle Zurzach (Tenedone)         | Bad Zurzach              |
| Burgus Rheinheim                               | Rheinheim                |
| Burgus Oberfeld                                | Oberfeld                 |
| Burgus Rekingen                                | Rekingen                 |
| Burgus Rheinzelg                               | Rheinzelg                |
| Burgus Tägerbach                               | Tägerbach                |
| Burgus Rümikon                                 | Rümikon                  |
| Burgus Sandgraben                              |                          |
| Burgus Bleiche                                 |                          |
| Burgus Weiach-Leebern                          | Weiach                   |
| Burgus Weiach-Untere Hard                      | Weiach                   |
| Burgus Rheinsfelden-Schloßbuck                 | Rheinsfelden             |
| Burgus Eglisau                                 | Eglisau                  |
| Burgus Tössriedern-Rhischberg                  | Rhischberg               |
| Burgus Teufen/Tössegg-Schlossacher             | Teufen                   |
| Burgus Rädegg-Rätich                           | Rädegg                   |
| Burgus Berg am Irchel-Ebersberg                | Berg am Irchel           |
| Burgus Köpferplatz-Strickboden                 |                          |
| Burgus Rüedifahr                               | Rüedifahr                |
| Burgus Rheinau                                 | Rheinau                  |
| Burgus Mannhausen                              | Mannhausen               |
| Burgus Laufen-Uhwiesen                         | Laufen-Uhwiesen          |
| Burgus Allenwinden                             | Allenwinden              |
| Burgus Schützenhalde                           |                          |
| Burgus Schlatt-Schaarenwiese (rückwärtig)      | Schlatt im Turgau        |
| Burgus Langriet-Galgenholz                     | Langriet                 |
| Burgus Ratihard                                | Ratihard                 |
| Burgus Sankt Katharinental                     |                          |
| Burgus Schupfi                                 |                          |
| Burgus Burstel                                 |                          |
| Burgus Rhihalden                               | Rhihalden                |
| Burgus Rütenen-Wagenhausen                     | Rütenen                  |
| Kastell Eschenz (Tasgetium)                    | Eschenz                  |
| Burgus Stein am Rhein (Brückenkopf)            | Stein am Rhein           |
| Kastell Winterthur (Vitudurum)                 | Winterthur               |
| Kastell Pfyn (Ad fines, rückwärtig)            | Pfyn                     |
| Kastell Baden (Aquae Helveticae, rückwärtig)   | Baden AG                 |
| Castrum Vindonissense (rückwärtig)             | Windisch                 |
| Kastell Altenburg (rückwärtig)                 | Altenburg bei Brugg      |
| Kastell Olten (rückwärtig)                     | Olten                    |
| Kastell Solothurn (Salodurum, rückwärtig)      | Solothurn                |
| Kastell Studen (Petinesca, rückwärtig)         | Studen                   |
| Kastell Avenches (Aventicum, rückwärtig)       | Avenches                 |
| Kastell Yverdon (Eburodunum, rückwärtig)       | Yverdon                  |
| Kastell Kloten (rückwärtig)                    | Kloten                   |
| Kastell Zürich-Lindenhof (Turicum, rückwärtig) | Zürich                   |
| Kastell Weesen (rückwärtig)                    | Weesen                   |
| Kastell Pfäffikon-Irgenhausen (rückwärtig)     | Irgenhausen              |

### Raetia I(Deutschland/Österreich/Schweiz/Liechtenstein)
| Kastell                             | Nächstgelegener Ort     |
| Kastell Pfyn (Ad fines, rückwärtig) | Pfyn                    |
| Kastell Konstanz (Constantia)       | Konstanz                |
| Kastell Arbon (Arbore)              | Arbon                   |
| Kastell Schaan (rückwärtig)         | Schaan                  |
| Brigantium (Brecantia)              | Bregenz                 |
| Burgus Hörbranz                     | Hörbranz                |
| Burgus Gwiggen                      | Hohenweiler-Gwiggen     |
| Burgus Hohenweiler                  | Hohenweiler             |
| Burgus Hohenweiler-Gmünd            | Hohenweiler             |
| Burgus Burgstall                    | Niederstaufen–Burgstall |
| Burgus Waldburg                     | Niederstaufen           |
| Burgus Umgangs                      | Niederstaufen–Umgangs   |
| Burgus Opfenbach                    | Opfenbach               |
| Burgus Mellatz                      | Mellatz                 |
| Burgus Meckatz                      | Mellatz                 |
| Burgus Heimenkirch                  | Heimenkirch             |
| Burgus Dreiheiligen                 | Dreiheiligen            |
| Burgus Oberhäuser                   | Oberhäuser              |

### Raetia II(Deutschland, Österreich)
| Kastell                                          | Nächstgelegener Ort               |
| Kastell Isny (Vemania)                           | Isny im Allgäu                    |
| Burgus Nellenbruck                               | Nellenbruck                       |
| Burgus Wenk                                      | Wenk                              |
| Burgus Buchenberg                                | Buchenberg                        |
| Burgus Ahegg                                     | Buchenberg-Ahegg                  |
| Kastell Kempten-Burghalde (Cambidano)            | Kempten                           |
| Burgus Stielings                                 | Stielings                         |
| Burgus Heising                                   | Heising                           |
| Burgus Oberried                                  | Oberried                          |
| Burgus Hörensberg                                | Hörensberg                        |
| Burgus Waldegg                                   | Waldegg                           |
| Burgus Raupolz                                   | Raupolz                           |
| Burgus Woringen                                  | Woringen                          |
| Burgus Dickenreis                                | Dickenreis                        |
| Burgus Memmingen                                 | Memmingen                         |
| Burgus Sennhof                                   | Sennhof                           |
| Kastell Kellmünz (Caelio)                        | Kellmünz an der Iller             |
| Kastell Illermündung                             |                                   |
| Burgus Bellenberg                                | Bellenberg                        |
| Burgus Kleinreichholz (rückwärtig)               |                                   |
| Burgus Blöcktach (rückwärtig)                    |                                   |
| Burgus Eggenthal (rückwärtig)                    |                                   |
| Burgus Baisweil (rückwärtig)                     |                                   |
| Burgus Schlingen (rückwärtig)                    |                                   |
| Kleinkastell Goldberg-Türkheim (rückwärtig)      | Türkheim                          |
| Burgus Bobingen (rückwärtig)                     |                                   |
| Kastell Innsbruck-Wilten (Veldidena, rückwärtig) | Innsbruck-Wilten                  |
| Kastell Zirl (Teriolis, rückwärtig)              | Zirl                              |
| Kastell Füssen (Foetibus, rückwärtig)            | Füssen                            |
| Burgus Finningen                                 | Neu-Ulm-Finningen                 |
| Burgus Straß                                     | Straß                             |
| Burgus Nersingen                                 | Nersingen                         |
| Kastell Günzburg (Guntiae)                       | Günzburg                          |
| Kastell Bürgle bei Gundremmingen (Pinianis)      | Gundremmingen                     |
| Kastell Burghöfe (Submuntorio)                   | Mertingen-Burghöfe                |
| Burgus Faimingen (Phoebiana)                     | Lauingen-Faimingen                |
| Burgus Unterthürheim (Guntiae)                   | Buttenwiesen-Unterthürheim        |
| Burgus Lauterbach                                | Buttenwiesen-Lauterbach           |
| Kastell Burgheim (Parrodunum)                    | Burgheim                          |
| Burgus Donauwörth                                | Donauwörth                        |
| Burgus Oberpeiching                              | Rain (Lech)-Oberpeiching          |
| Burgus Mühlhart                                  | Burgheim-Straß                    |
| Burgus Kreut                                     | Oberhausen-Kreut                  |
| Kleinkastell Neuburg (Venaxamodorum)             | Neuburg an der Donau              |
| Burgus Weichering                                | Weichering                        |
| Burgus Zuchering-Seehof                          | Ingolstadt-Zuchering              |
| Kastell Manching (Vallatum)                      | Manching                          |
| Burgus Bad Gögging                               | Bad Gögging                       |
| Kastell Eining (Abusina)                         | Neustadt an der Donau-Bad Gögging |
| Kleinkastell Weltenburg-Frauenberg               | Weltenburg                        |
| Burgus Thaldorf                                  | Kelheim-Thaldorf                  |
| Burgus Untersaal                                 | Saal an der Donau-Untersaal       |
| Burgi Alkofen (2)                                | Alkofen                           |
| Burgus Oberndorf                                 | Bad Abbach-Oberndorf              |
| Burgus Unterirading                              | Unterirading                      |
| Burgus Regensburg-Großprüfening                  | Regensburg-Großprüfening          |
| Legionslager Regensburg (Castra Regina/Vallato)  | Regensburg                        |